# Im Banne der Vergangenheit
Im Banne der Vergangenheit ist ein deutsches Kriminal-Stummfilmdrama aus dem Jahre 1915 von Harry Piel mit Fritz Kortner in der Hauptrolle.

## Handlung
Die Tänzerin Lolo, der Star eines großen Varietés, ist die Gattin dessen Direktors, der sie jedoch sehr lieblos behandelt und lediglich als eine perfekte Einnahmequelle betrachtet. Mit so wenig Aufmerksamkeit bedacht, findet diese bald einen Tröster, der auch ihr Geliebter wird. Als ihr Mann die beiden sich küssen sieht, holt er die Reitpeitsche heraus und fährt brutal dazwischen. Nun hat Lolo endgültig genug von ihrem lieblosen und jähzornigen Gatten, verlässt bei Nacht und Nebel das Etablissement und lässt sich in einer anderen Stadt unter neuem Namen nieder. Hier will sie als Sängerin neu durchstarten. Am Morgen nach ihrem Abgang wird ihr Gatte tot aufgefunden, und natürlich fällt sofort der Verdacht auf die Entflohene. Der Zirkusclown, im Kopf nicht der Hellste, bezeugt, dass das Ehepaar zuletzt einen heftigen Streit gehabt hätte und dass er Lolo für die Mörderin halte.
Diese weiß von alledem nichts und hat soeben ein Engagement gefunden. Sie tritt nun mit Maske auf, findet aber auch hier nicht ihre Ruhe, da ein penetrant hartnäckiger Verehrer, wie sie ein Artist, ihr ständig nachstellt. Da sie ihn regelmäßig abweist, will er Rache an Lolo üben. Da passt es ihm gut in den Kram, dass er per Zufall herausbekommt, dass seine Angebetete mit der angeblichen Mörderin identisch ist. Er zeigt sie an, und die Polizei wartet schon, um Lolo gleich nach ihrem Auftritt zu verhaften. Im letzten Moment gelingt ihr die Flucht und die Künstlerin kehrt, an der Seite eines neuen Geliebten, eines Grafen, in ihre Heimatstadt zurück. Jener Graf hat in der Zwischenzeit Nachforschungen angestellt, um die Unschuld seiner Liebsten zu beweisen. Er wurde fündig: bei dem Zirkusclown wurde ein kurzer Abschiedsbrief des Zirkusdirektors gefunden, in dem dieser seinen Selbstmord ankündigte.

## Produktionsnotizen
Im Banne der Vergangenheit passierte im Juli 1915 die Zensurprüfung und wurde vermutlich noch im selben Monat uraufgeführt. Der Streifen besaß vier Akte auf 1120 Metern Länge. Es war einer der ersten Filmauftritte Fritz Kortners.

## Rezeption
„Die Handlung ist in dem Filmbilde meisterhaft durchgeführt. Ein Reihe ebenso schöner als packender Szenen werden diesen Film zu einem der meistgespielten Varietédramen der nächsten Saison gestalten.“